# Tail Concerto
Tail Concerto ist ein 3D-Action-Adventure Spiel, das von Cyberconnect2 für die PlayStation entwickelt wurde. Das Spiel wurde von Atlus am 16. April 1998 in Japan, von Namco Bandai am 31. August 1999 in Nordamerika und gleichen Jahres in Frankreich veröffentlicht. Im Winter 1998 wurde es als Demo anhand eines sogenannten Jampacks vertrieben. Es ist das erste von drei Spielen aus der Little Tail Bronx Serie neben Mamoru-Kun und Solatorobo. Letztgenanntes Nintendo-DS-Spiel wird als spiritueller Nachfolger Tail Concertos angesehen, aufgrund eines sich ähnelnden Gameplays und Spielewelt, sowie vertretener Tail Concerto Charaktere.

## Gameplay
Die Spielewelt Tail Concertos nennt sich Königreich Prairie, einem von anthromorphischen Katzen und Hunden bewohnter Ort. Beide Rassen stehen im Krieg zueinander was letztendlich zum Inhalt des Spiels wird. Die Umgebung ist archipelähnlich, findet jedoch in Himmel und Luft statt was die Einwohner zu Zeppelinen und anderen flugähnlichen Objekten zwingt. Das Spiel beginnt mit dem hundeähnlichen Hauptcharakter Waffle Ryebread in seiner Funktion als Polizei- und Ordnungshüter. Seine Aufgabe und Mission ist das Beenden des Terrors der dort anwesenden gaunerischen Katzenbande, dem Einfangen ihrer Unterstützer und damit die Sicherung des Friedens. Der Spielfigur werden mehrere roboterähnliche Funktionsweisen ermöglicht, so verfügt dieser über mechanische und natürliche Eigenschaften wie Springen, Hängen, Schweben, Greifen und Abfeuern von Seifenblasen. Im späteren Verlauf wird dem Spieler auch ermöglicht sein zu Fliegen, sowie einer verbesserten Angriffstechnik, bei welchem die Seifenblasen durch Patronen ersetzt werden.

## Audio und Grafik
Der Titelsong Tail Concertos stammt von der japanischen Singer-Songwriterin Akiko Yoshida mit Künstlernamen Kokia. Mit ihrem ersten Song For little Tail welcher nie als CD erschienen ist, aber zur Titelmusik Tail Concertos wurde, debütierte die damals angehende Sängerin. In allen westlichen Versionen des Spiels, ausgenommen der französischen Version, wurde die Titelmusik durch eine andere instrumentale Komposition ersetzt.
Die komponierte Hintergrundmusik des Spiels stammt aus der Feder von Chikayo Fukuda und Seizo Nakata, welche bereits beim Soundtrack von .hack//Infection und später Solatorobo mitgewirkt haben. Mehrere Talente wie Amanda Winn Lee und Lani Minella haben als Synchronsprecher beigetragen.
Die Spielewelt, als auch die Charaktere wurden vom bekannten Animezeichner und Artisten Nobuteru Yūki gezeichnet.

## Kritik
Trotz hoher Geld-Investitionen und der damaligen Zeit übertreffende und vorauseilende Entwicklung, konnte das Spiel nicht den erwünschten und erhofften Erfolg verbuchen und litt an mangelnden Verkaufszahlen was zur Einstellung der weiteren Produktion an Tail Concerto führte. Mehrere Versuche von CyberConnect2 in den Jahren 2000, 2003 und 2004 mit dem Vorschlag und neuen Konzepten eines Nachfolgers unter Tail Concerto 2 wurden von Namco Bandai, welche die Rechte an Tail Concerto besitzen, abgelehnt. Bis heute wird das Spiel als unterbewertetes und unterschätztes Anime-Spiel vieler Fans gesehen.

## Charaktere
- Waffle Ryebread ist die Hauptfigur und Held des Spiels. Er wohnt in Porto Village und ist Polizei- und Ordnungshüter. Seine Leidenschaft sind Maschinen und die Arbeit und Weiterentwicklung seines Polizeiroboters.
- Panta ist der Partner und Helfer von Waffle und ist hauptsächlich für die Kommunikation zwischen der Polizei und Waffle zuständig, so insbesondere als Informant im Fall der schwarzen Katzengang.
- Police Chief ist der polizeiliche Chef des Spiels und zeichnet sich durch seine strikte und strenge Mentalität aus.
- Russel Ryebread ist der Vater von Waffle und ein prominenter Archäologe, der sich mit Artefakten der Vorfahren auseinandersetzt.
- Alicia Priss ist die älteste von drei Geschwistern neben Flare und Stare und Anführerin der Katzengang. Im Spiel zeigt man sie mehrfach sowohl von ihrer bösen als auch von ihrer sentimentalen Seite. Seit dem Tod ihres Vaters verspürt sie einen ganz intensiven Hass auf die Hunderasse. Ihre Kleidung, als auch ihr Luftfahrtschiff, sind stets orange.
- Flare Priss ist die jüngste von drei Geschwistern neben Alicia und Stare. Im Spiel zeigt man sie von ihrer naiven und tollpatschigen Seite, welche der Katzengang lediglich aus Spaß beigetreten ist. Ihre Kleidung, als auch ihr Luftfahrtschiff, sind stets gelb.
- Stare Priss ist die Schwester mittleren Alters von Flare und Alicia. Ihr Charakter ist eher schüchtern, zurückhaltend und stets in Sorgen um ihre Schwestern. Sie ist der Katzengang beigetreten aus beschützenden und fürsorglichen Emotionen. Ihre Kleidung, als auch ihr Luftfahrtschiff, sind stets blau.
- Fool ist ein räuberischer Katzenhändler der an den Kristallen interessiert ist und den Drang verspürt, den Giganten zu erwecken um seine Macht zu sichern. Dabei verleitet er die Katzengang, vor allem Alicia Pris, zu räuberischen Aktivitäten. Er stattet sie außerdem mit Waffen und Geldern aus, damit diese sein Ziel verwirklichen können. Seine Kleidung, als auch sein Luftfahrtschiff, sind stets lila.
- Kittens sind kleine Katzen der schwarzen Katzengang, welche die Stadt unsicher machen. Nicht geneigt anzugreifen, ärgern sie die Einwohner jedoch mit dem Versprühen von Graffiti, dem Herumtoben und Lachen, sowie dem Verstecken in Holzfässern.
- Princess Terria ist die Tochter vom Prairiekönig Hound III. Sie nimmt die Rolle einer Prinzessin wahr und kann mit ihrem Aussehen überzeugen.
- Hound III ist der König von Prairie. Er ist ein sehr konservativer und herrscherischer König, wird jedoch von allen Einwohnern akzeptiert und seine Führung als positiv angesehen.
- Cyan Garland ist der Kapitän der Palastwache und gilt als ausgesprochen arrogant, was seine Liebe zu Princess Terria erschwert. Er ist außerdem ein sehr talentierter und mutiger Pilot, gehört zur Elite und ist dazu befugt, das letztentwickelte Kriegerrobotermodell zu fliegen.

Mit Waffle Rybread, Panta und den Geschwistern Flare, Stare und Alicia Priss nehmen mehrere Tail Concerto-Charaktere eine Gastrolle im Nintendo-DS-Spiel Solatorobo ein.

## Orte
Das Königreich Prairie (Kingdom Prairie) ist in mehrere, fliegende Inseln unterteilt. Dazu gehören:
- Porto
- Resaca
- Airleaf
- Ferzen
- Coolant
- Archeonis

Mit dem DS-Spiel Solatorobo, welches ebenfalls im Königreich Prairie abspielt, wurde die Karte auf neue Orte erweitert, jedoch ohne Zugriff auf die alten Städte aus Tail Concerto.